# Mesomphalus
Mesomphalus is een geslacht van uitgestorven kreeftachtigen uit de klasse van de Ostracoda (mosselkreeftjes).

## Soorten
- Mesomphalus berdanae Copeland, 1977 †
- Mesomphalus hartleyi Ulrich & Bassler, 1913 †
- Mesomphalus insperatus Zenkova, 1977 †
- Mesomphalus longicornis Abushik & Trandafilova, 1977 †
- Mesomphalus magnificus Copeland, 1962 †
- Mesomphalus submarginatus Ulrich & Bassler, 1913 †